# 불가리아 국철
불가리아 국철(Bulgarian State Railways, Български държавни железници, БДЖ, BDZ, BDŽ)는 불가리아의 철도 기업이자 불가리아 최대의 철도 수송 기업으로, 1888년 설립되었다. 이 기업의 본사는 수도 소피아에 위치해 있다. 1990년대부터 이 기업은 자동차 수송과 심각한 경쟁에 부딪쳤다.
불가리아 철도는 국제 철도 연맹(UIC)의 일원이다. 불가리아의 UIC 국가 코드는 52이다.

## 갤러리

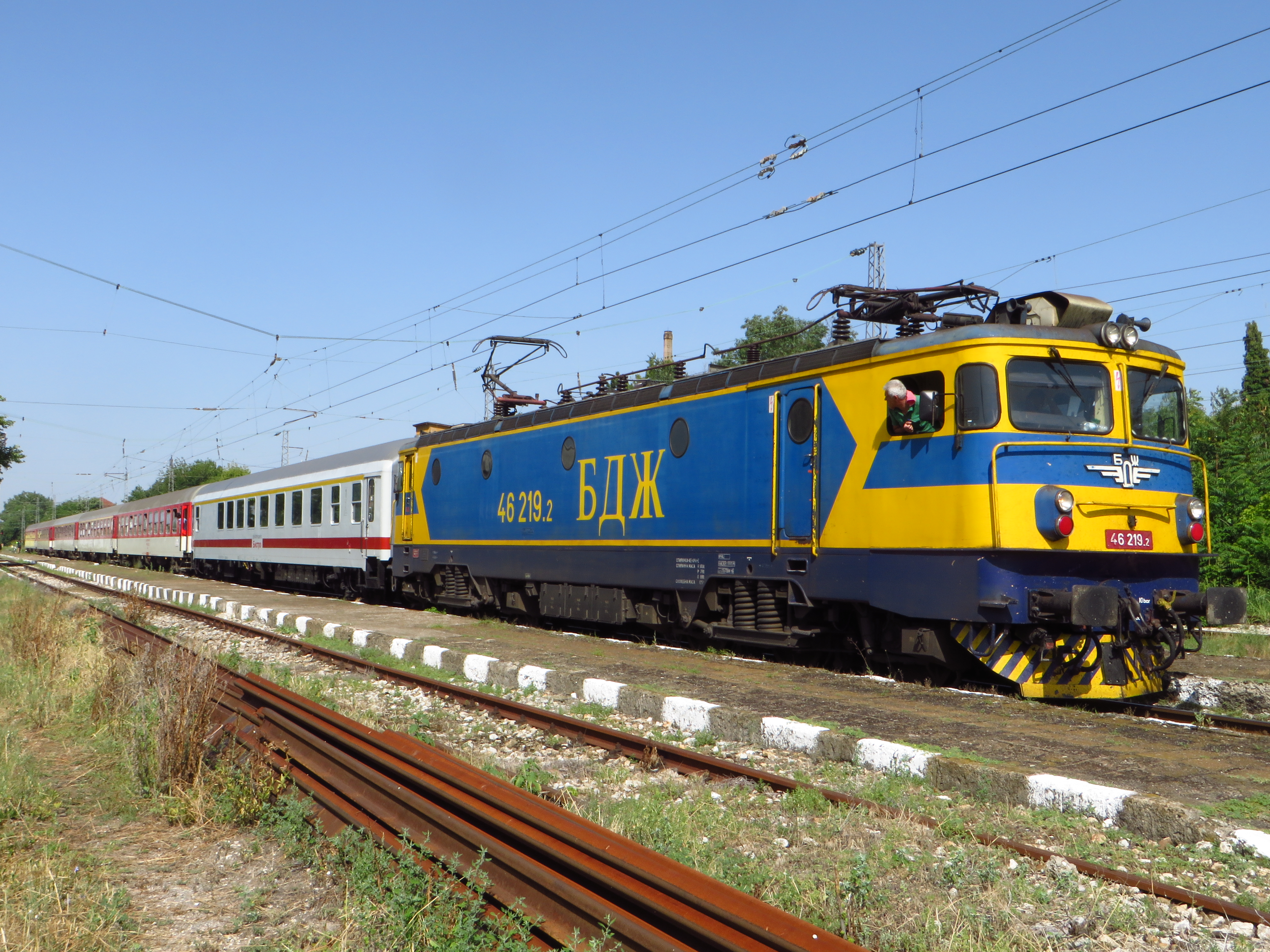
46 219.2
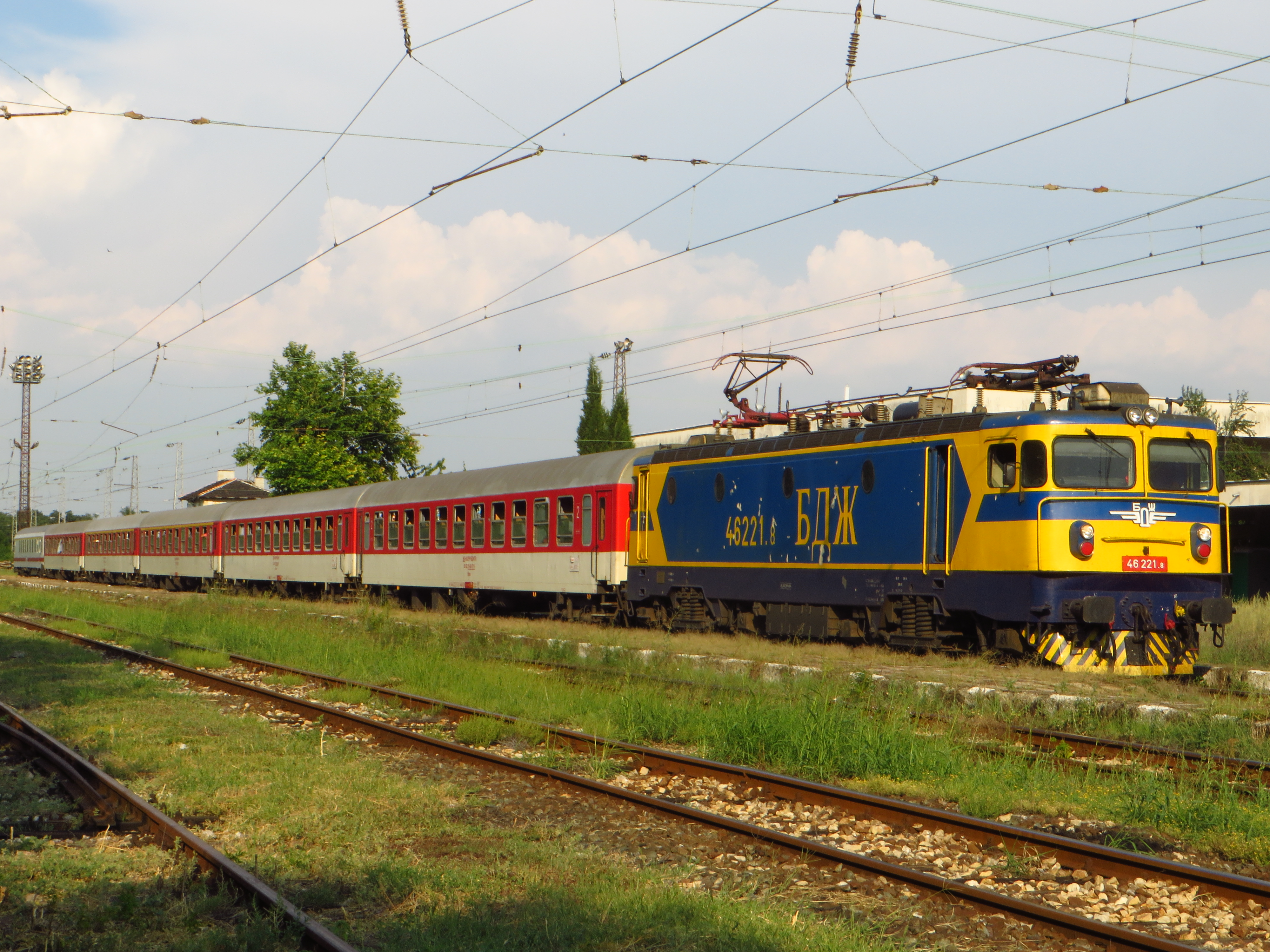
46 221.8
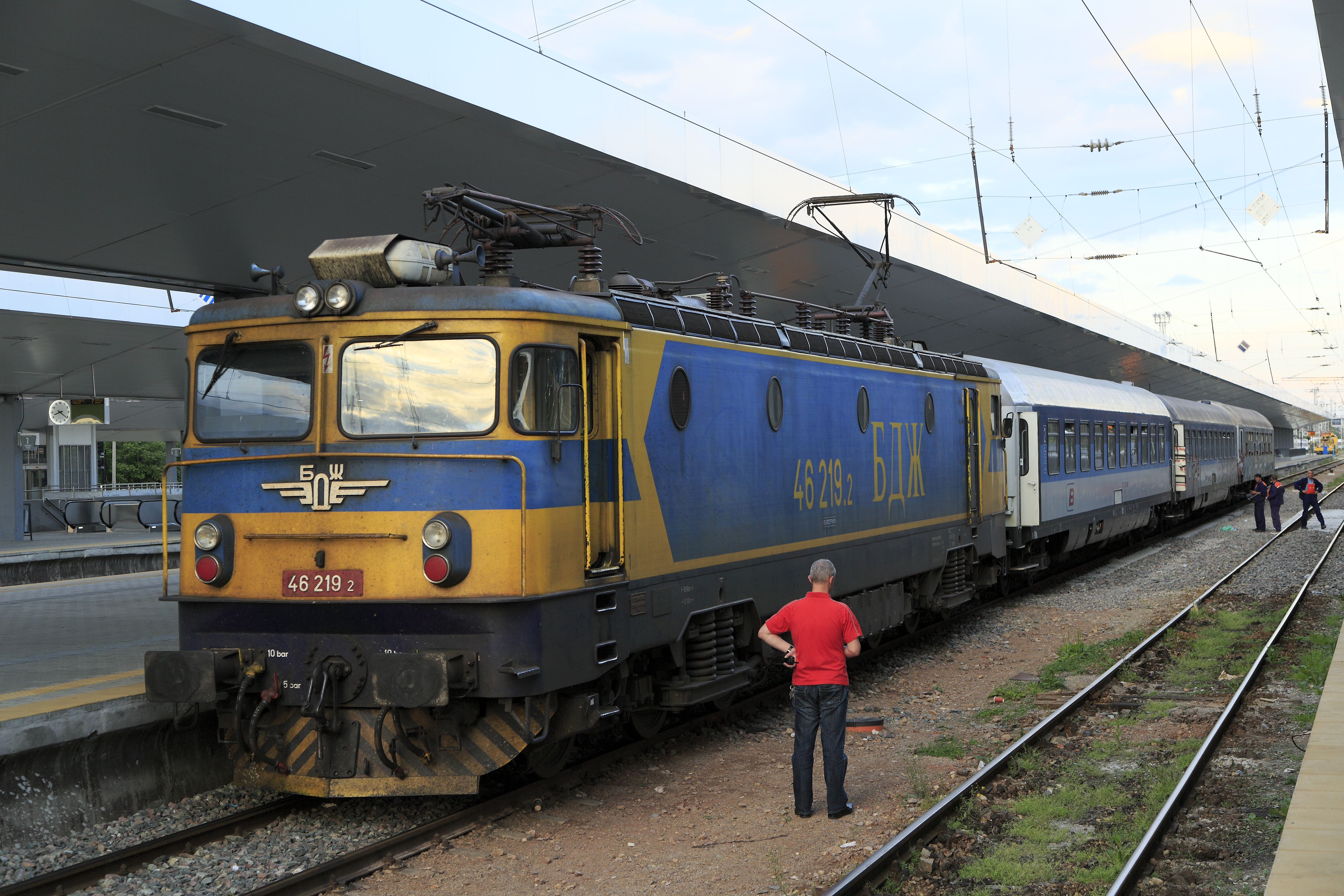
46 219.2
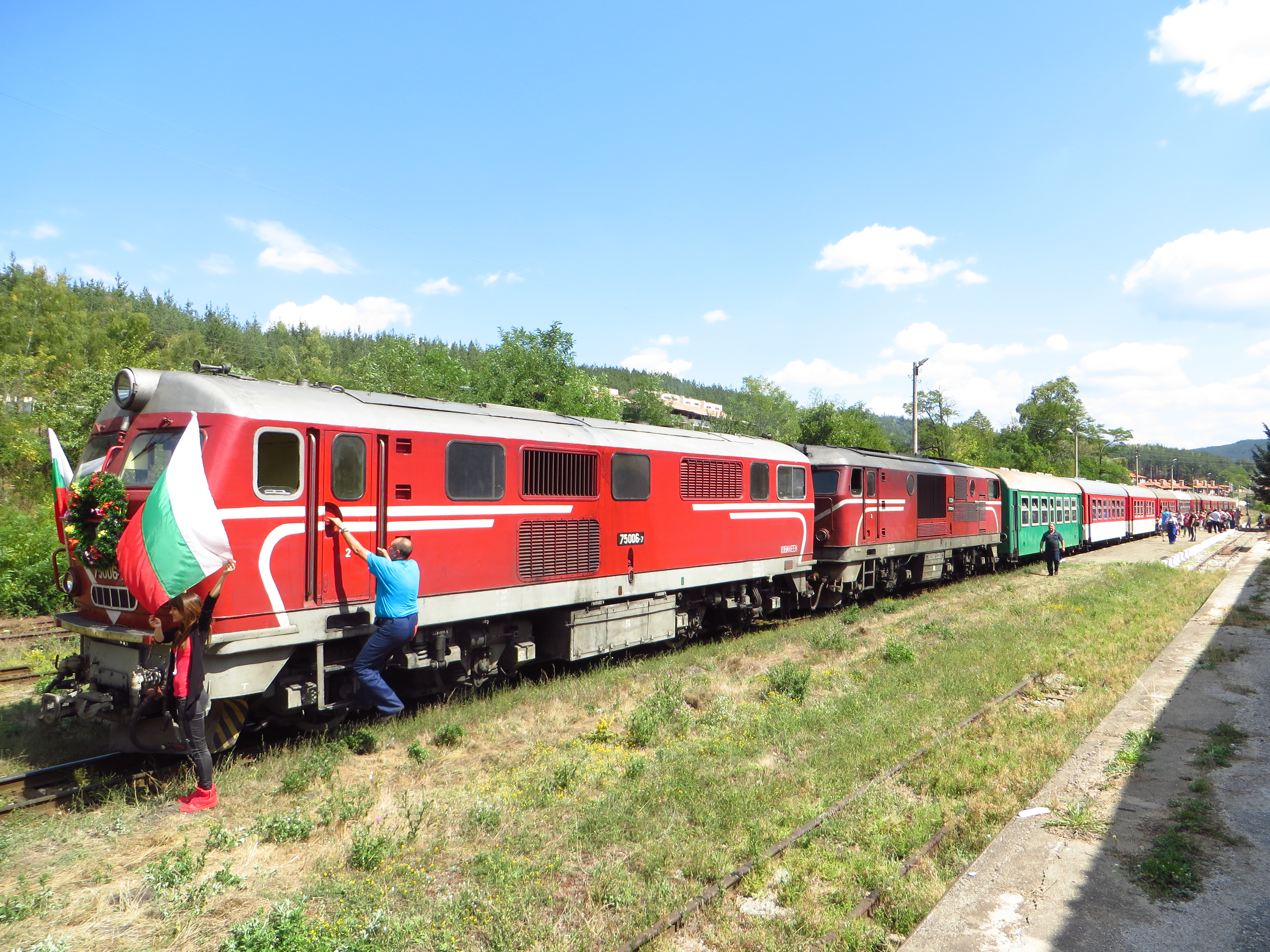
75 006.7 + 77 009.9
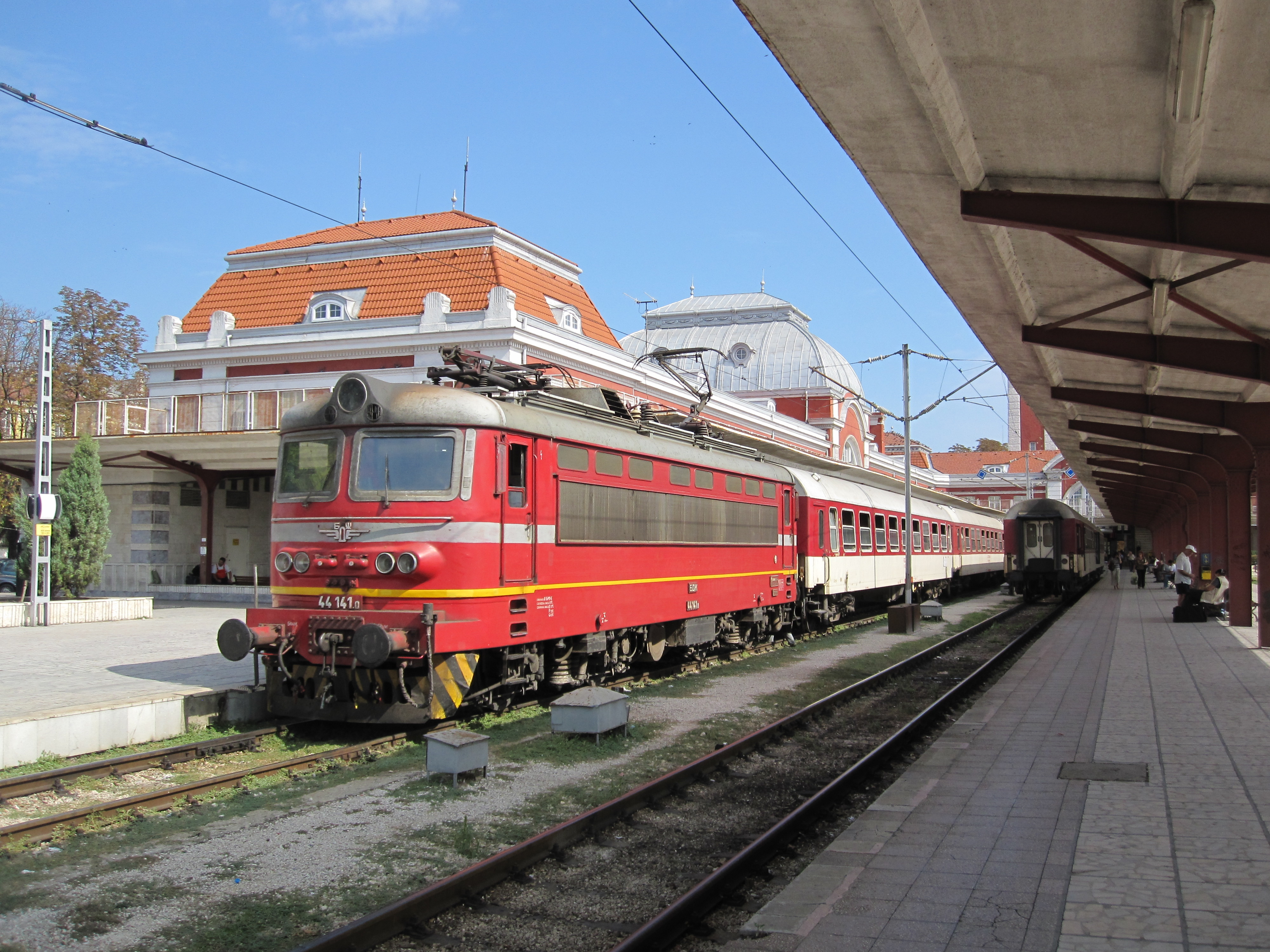
44 141
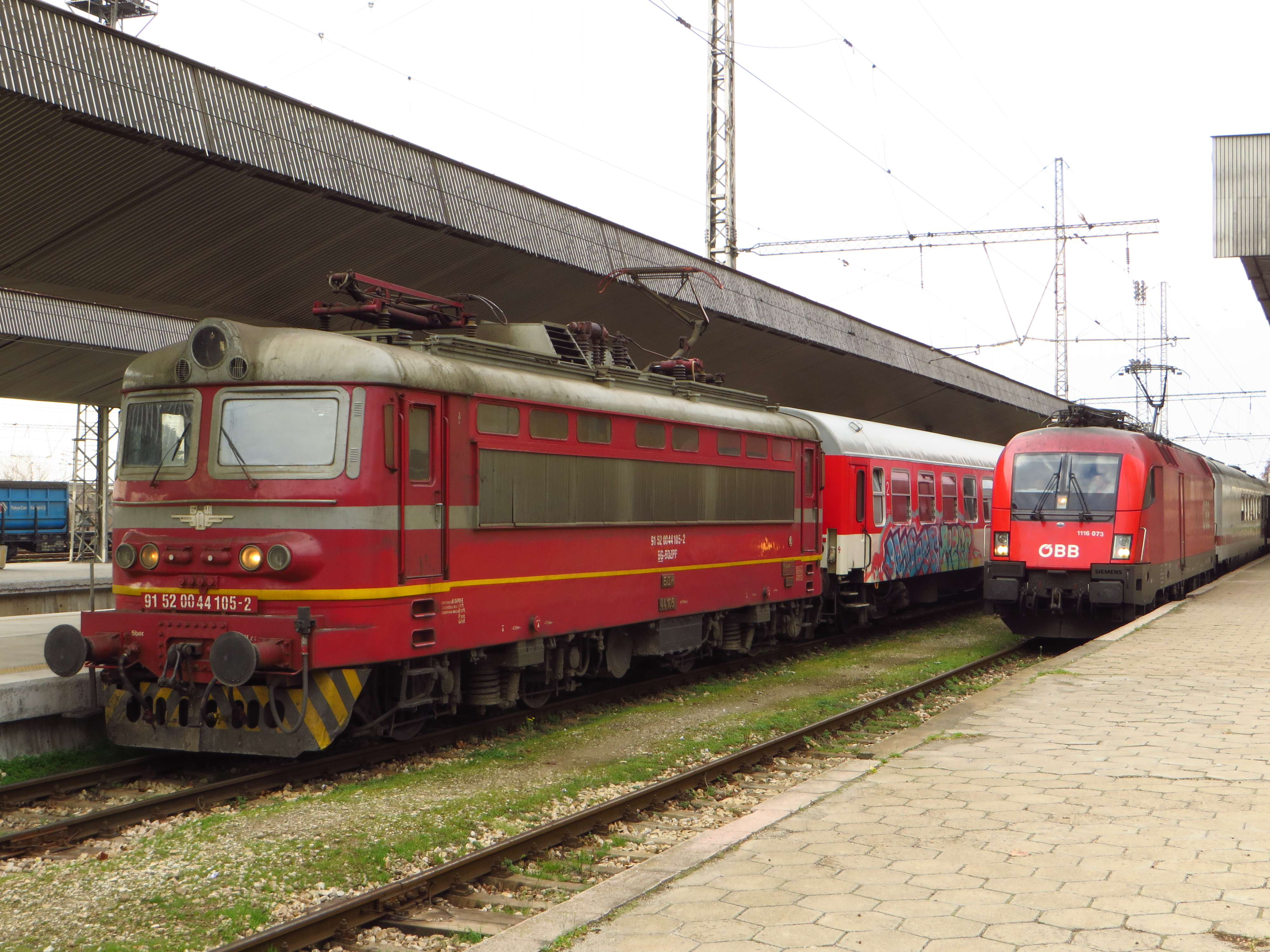
44 105.5
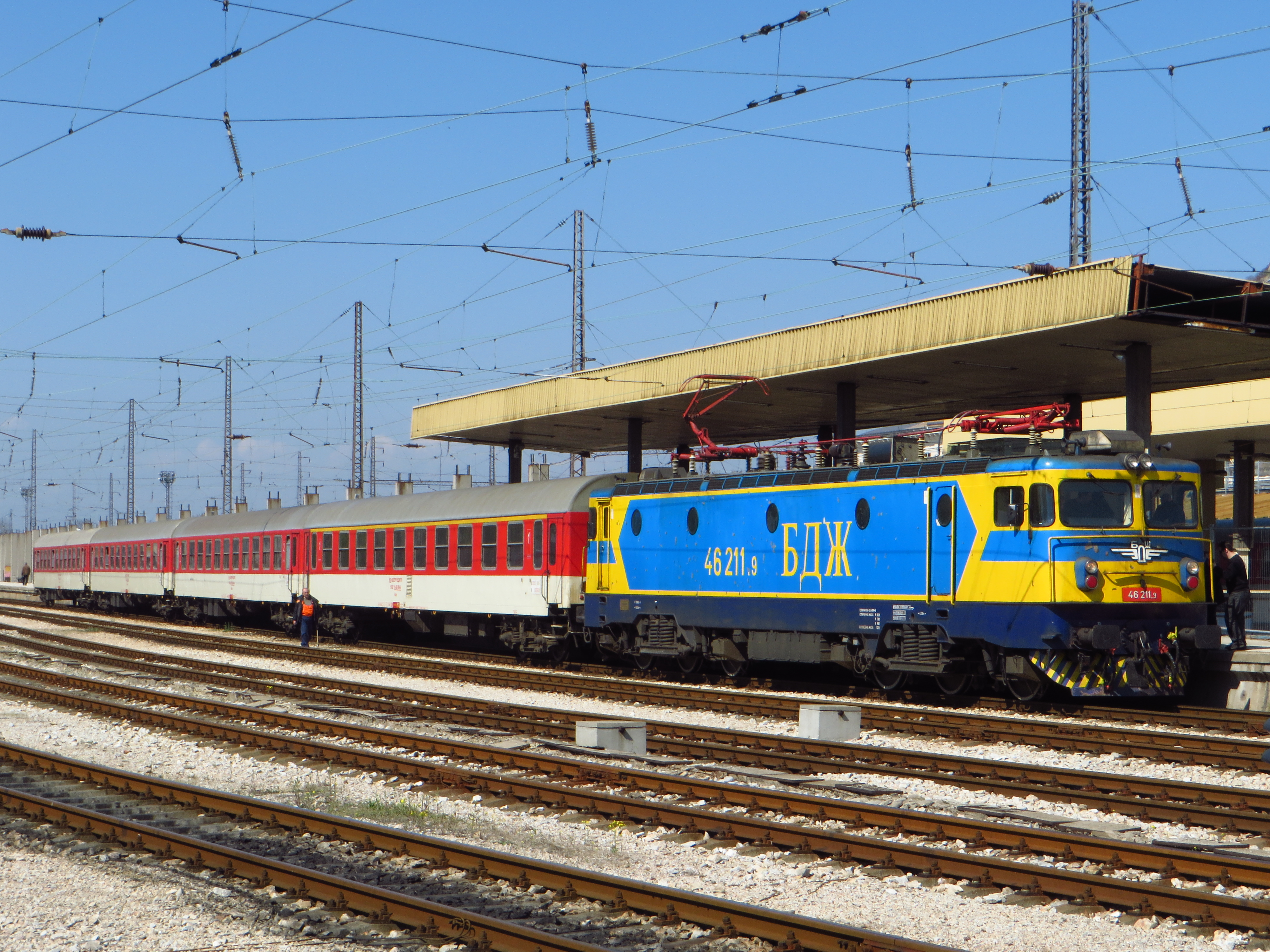
46 211.9
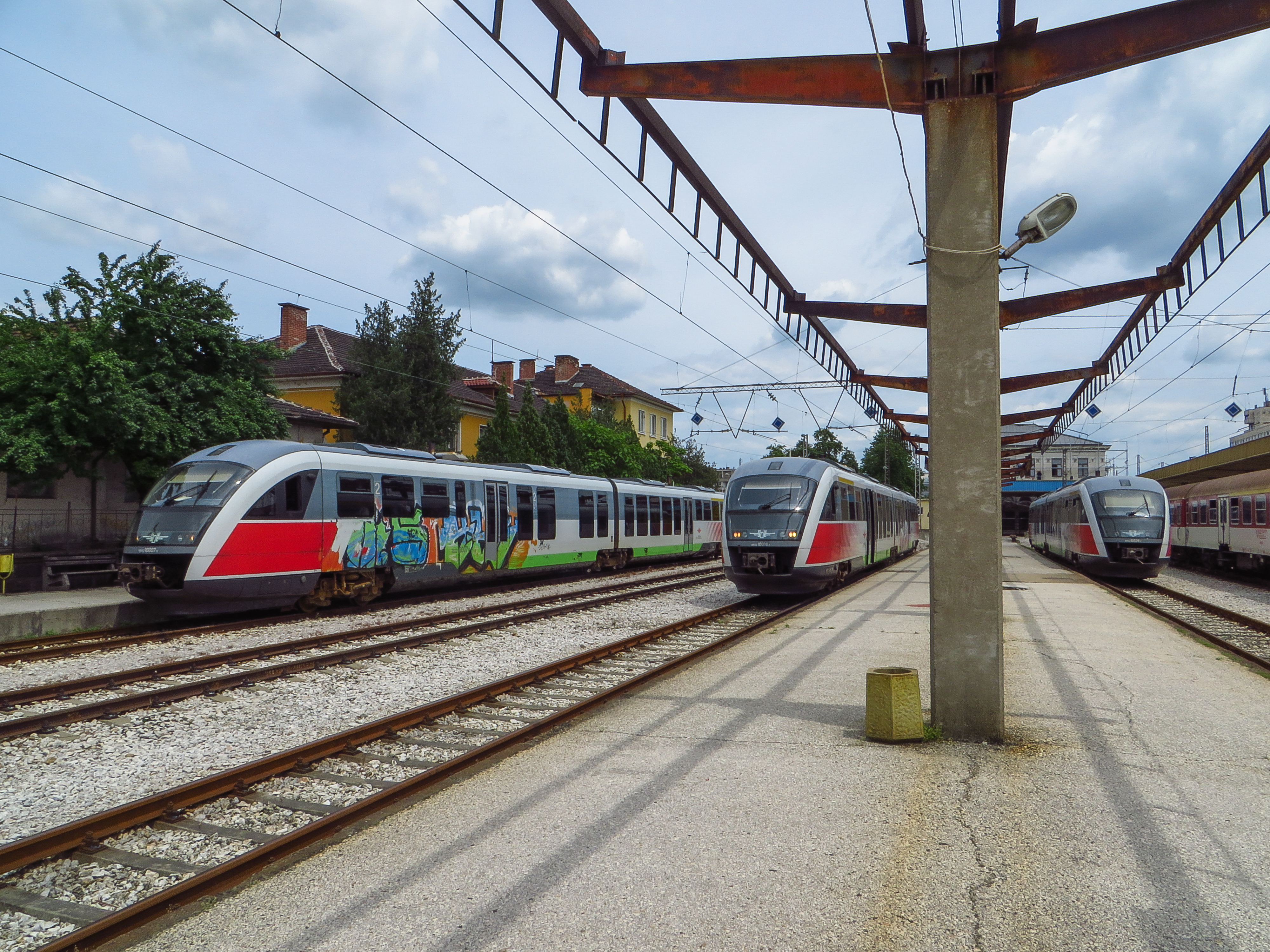
3 x Siemens Desiro DMU;
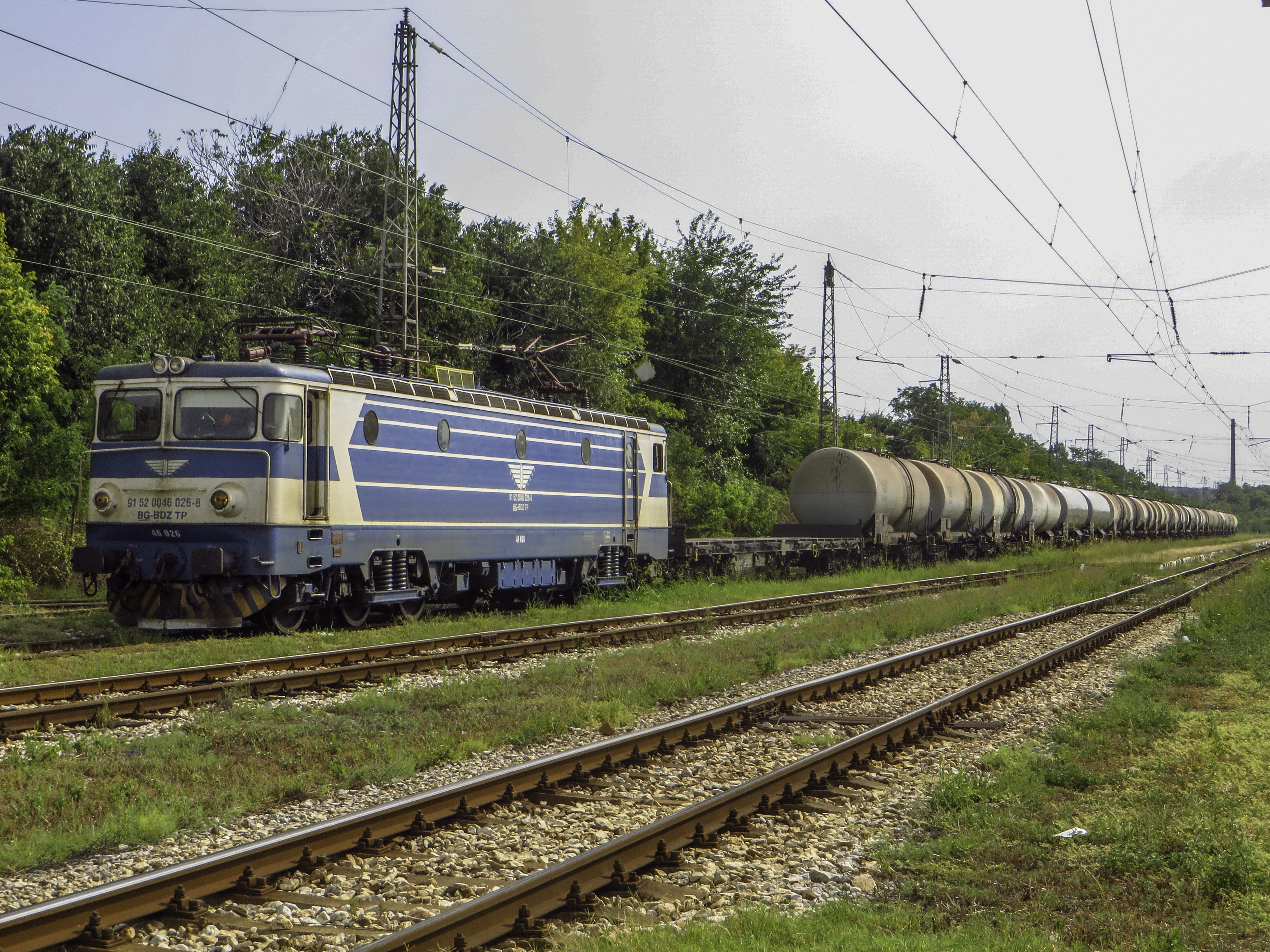
ТОВ (BDZ Cargo)
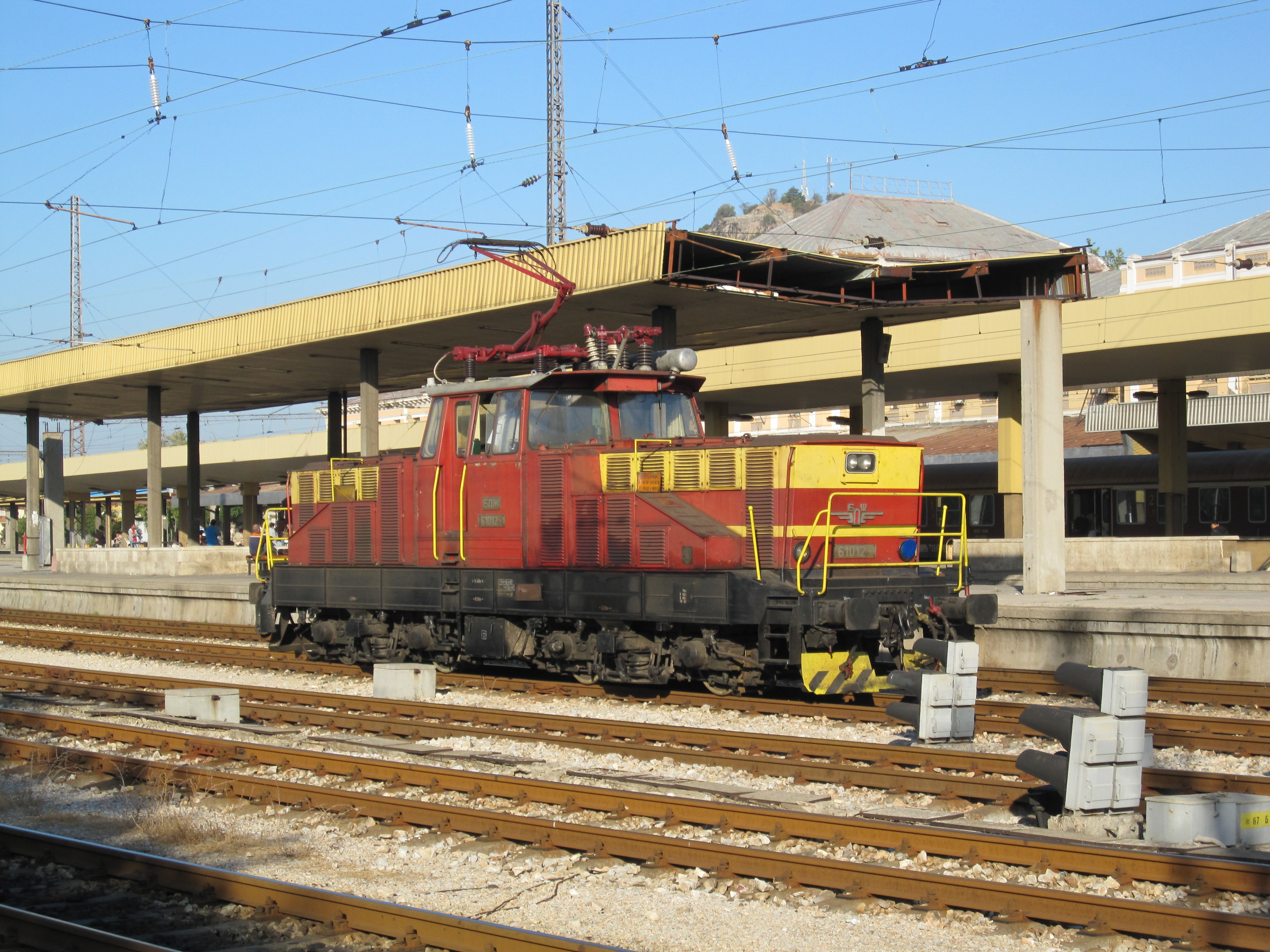
61 012
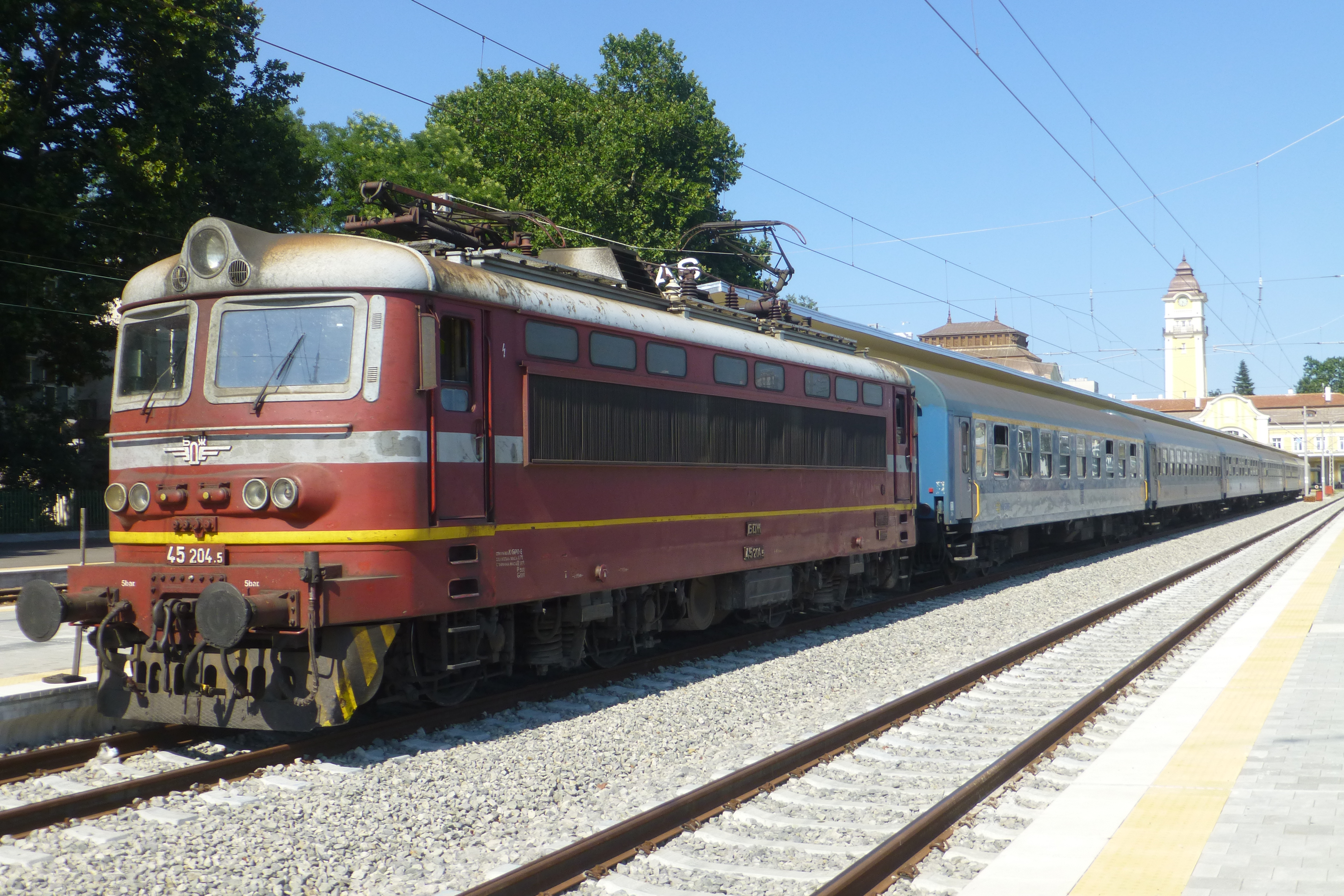
45 204.5
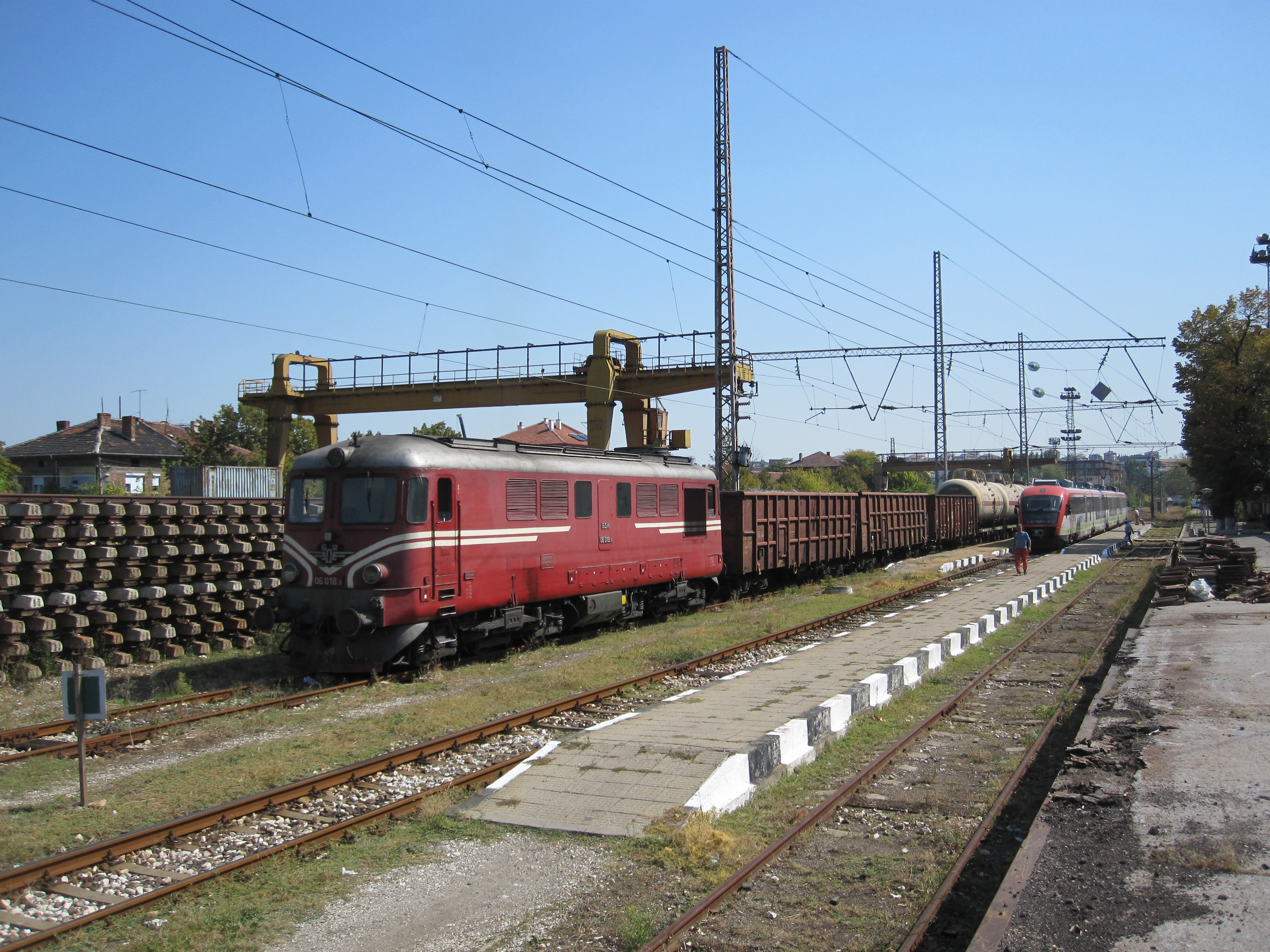
06 018
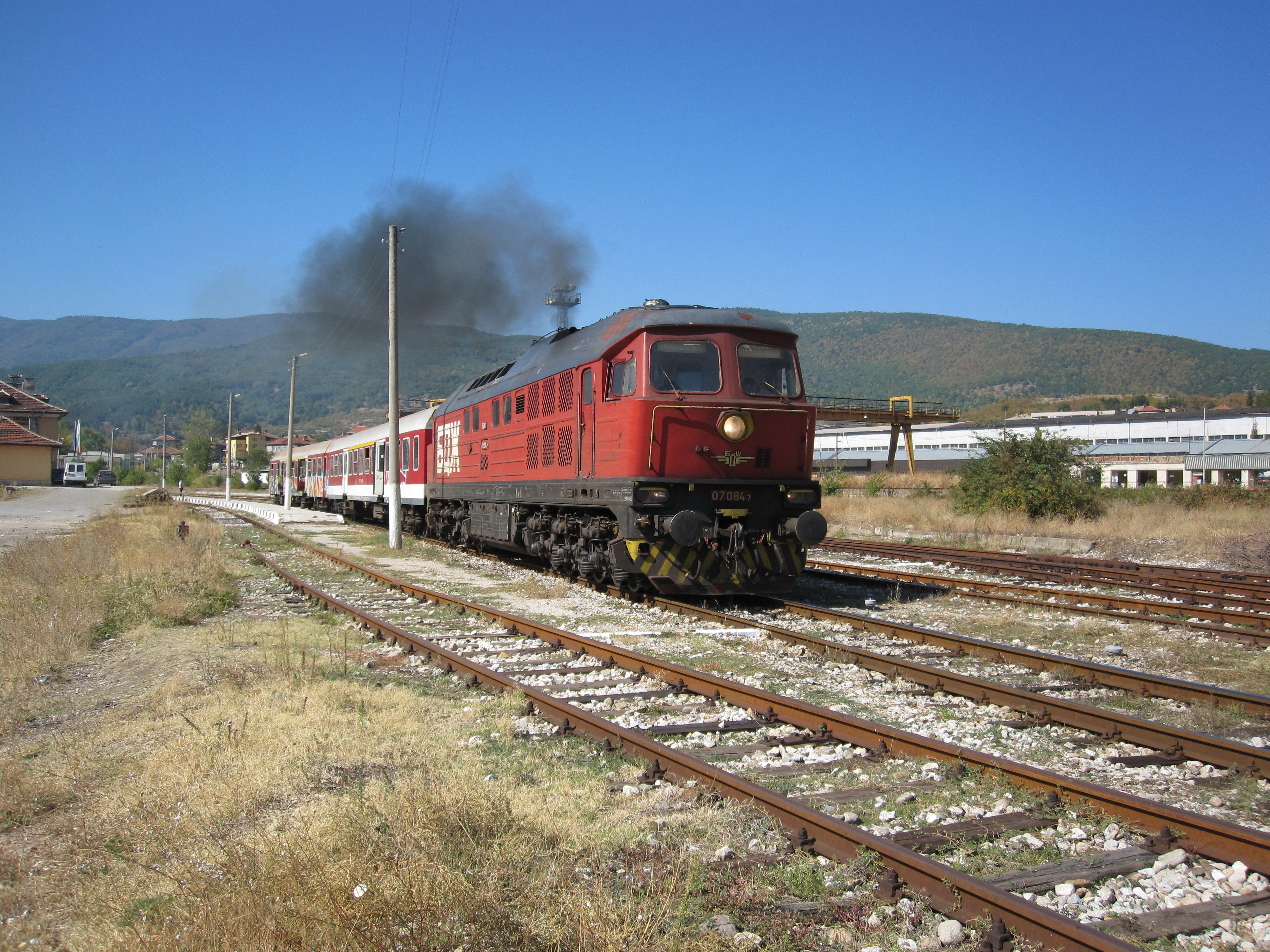
07 084
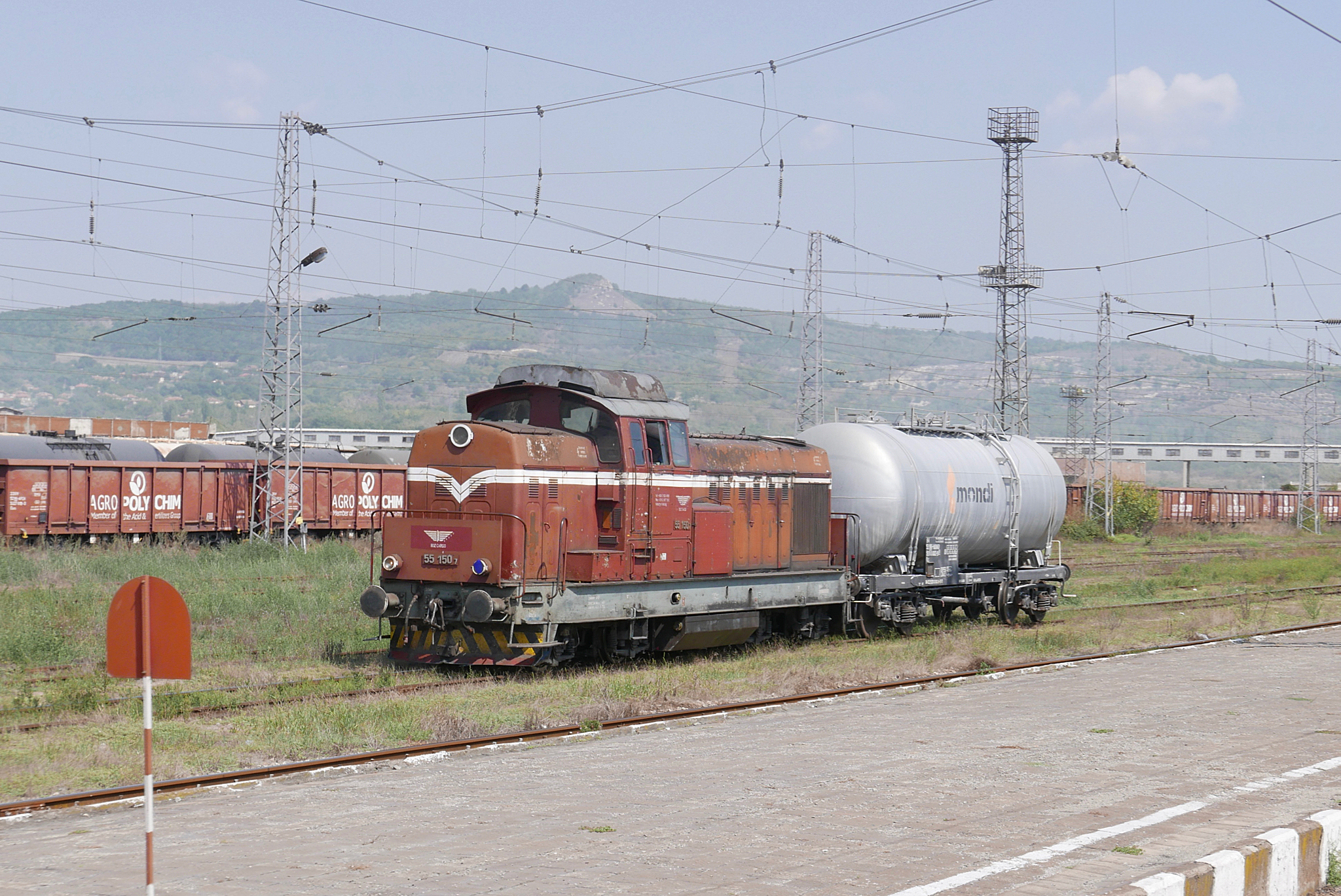
55 150.7
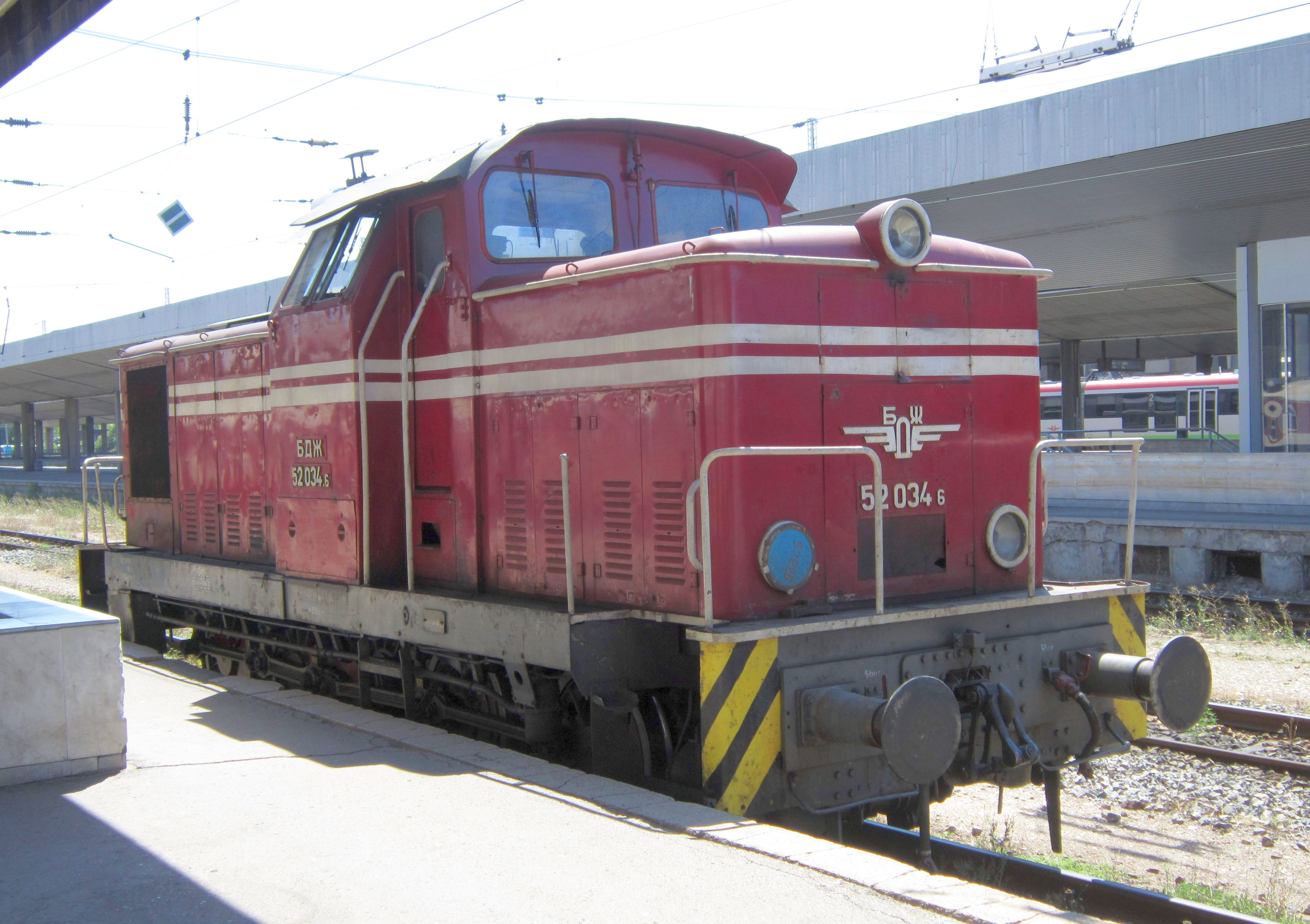
52 034
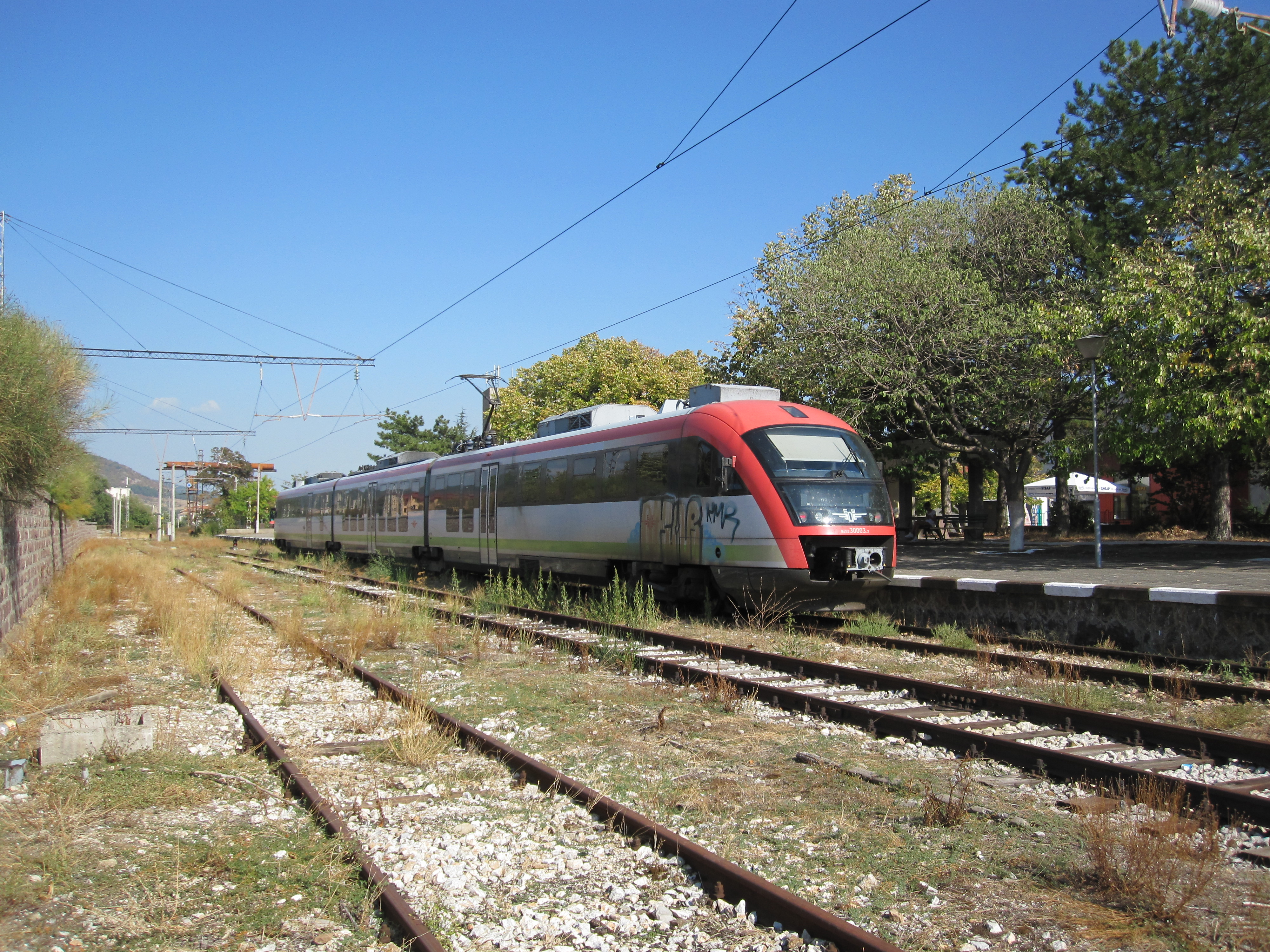
30 003
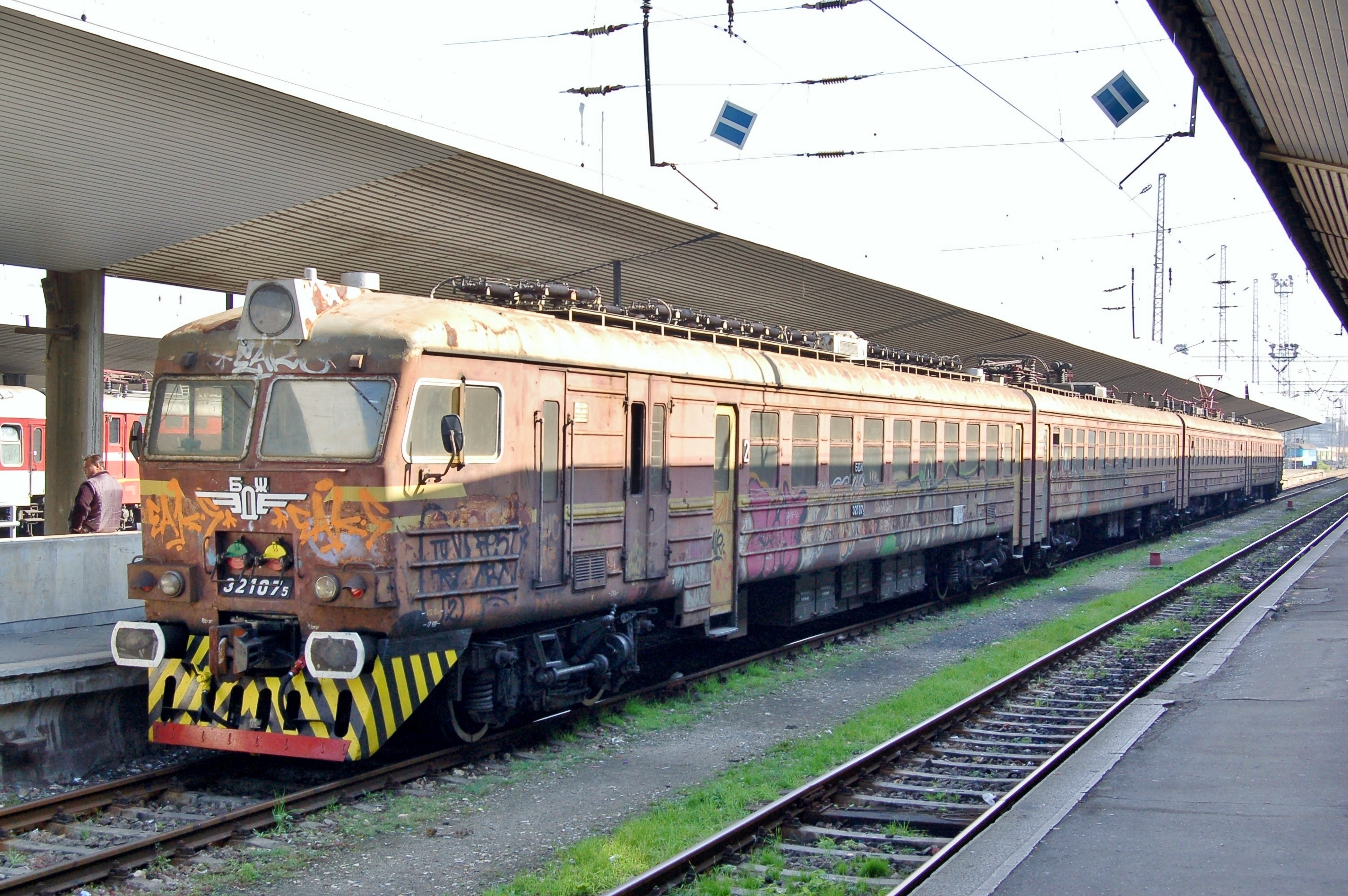
32 107.5